# Bisbat de Ston
El bisbat de Ston (llatí: Dioecesis Stagnensis) és una seu suprimida i titular de l'Església Catòlica a la Dalmàcia meridional (a l'actual Croàcia).

## Territori
La diòcesi comprenia la península de Pelješac a la Dalmàcia meridional (a l'actual Croàcia).

## Història
La diòcesi de Ston es va erigir al segle ix. Era sufragània de l'arxidiòcesi de Dubrovnik. Cap al 1300 el bisbe Giovanni della Croce, a causa de les persecucions dels ortodoxos grecs, va haver d'abandonar Ston i traslladar la seva seu a Korčula, amb el consentiment del papa Bonifaci VIII. El 1541, un cop conquerida Ston pels venecians, va tornar a ser una diòcesi autònoma.
La diòcesi va ser suprimida pel papa Lleó XII amb la butlla Locum beati Petri del 30 de juny de 1828 i annexionada a la diòcesi de Dubrovnik, que des de la mateixa data havia perdut el privilegi arquebisbal i s'havia convertit en sufragània de l'arxidiòcesi de Zadar. En aquella època tota Dalmàcia formava part de l'Imperi austríac.
Avui Sten sobreviu com a seu episcopal titular; l'actual bisbe titular és Jorge Iván Castaño Rubio, antic bisbe auxiliar de Medellín.

## Cronologia episcopal
- Anònim † (citat ell'877)
- Anònim † (citat el 928)
- Anònim † (citat el 1023)
- Gabriele † (citat el 1044)
- Anònim † (citat el 1121)
- Simeone † (citat el 1143)
- Donato † (abans del 1180 - després del 1299)
- Pietro † (citat el 1286)
- Giovanni della Croce, O.P. † (1296 - vers 1300 nomenat bisbe de Curzola i Ston)
  - Seu unida a Curzola (1300-1541)
- Tommaso Cervino, O.P. † (2 de desembre de 1541 - 1550 renuncià)
- Pietro de Gozzo, O.P. † (25 de febrer de 1551 - 1564 mort)
- Bonifacio Destefanis, O.F.M. † (17 de novembre de 1564 - 1582 mort)
- Basilio Gradi, O.S.B. † (14 de març de 1584 - 1585 mort)
- Crisostomo Arameo, O.S.B. † (18 de març de 1585 - vers 1605 mort)
- Giovanni Battista Giorgi, O.S.B. † (14 d'agost de 1606 - 24 de novembre de 1608 mort)
- Michele Resti † (28 de setembre de 1609 - 9 de juliol de 1614 nomenat bisbe de Nusco)
- Ambrogio Gozzeo † (23 de març de 1615 - 13 de juliol de 1632 mort)
- Ludovico Giamagna, O.P. † (24 de novembre de 1632 - juliol de 1634 mort)
- Paolo de Gratiis † (9 de juliol de 1635 - 1652 mort)
- Carlo Giuliani, O.P. † (3 de febrer de 1653 - 3 de novembre de 1663 mort)
- Pietro Luccari † (23 de juny de 1664 - 23 de novembre de 1679 mort)
- Giacinto Maria Passati, O.P. † (13 de maig de 1680 - 8 d'agost de 1680 mort)
- Agostino Flavio Macedonich, O.F.M. † (27 de gener de 1681 - 14 de desembre de 1682 mort)
- Giovanni Battista Natali, O.P. † (15 de novembre de 1683 - 4 d'agost de 1687 mort)
- Carlo Olantes, O.P. † (31 de maig de 1688 - 10 de novembre de 1692 mort)
- Giacinto Tuartkovich, O.F.M. † (13 d'abril de 1693 - de gener de 1694 mort)
- Alfonso Basilio Ghetaldo, O.S.B. † (19 de juliol de 1694 - 12 de setembre de 1702 mort)
- Vincenzo Lupi, O.F.M. † (4 de juny de 1703 - 3 de novembre de 1709 mort)
- Francesco Volanti † (7 de maig de 1710 - 8 d'abril de 1741 mort)
- Angelo Maria Volanti, O.P. † (3 de juliol de 1741 - 25 de juny de 1744 mort)
- Hijacint Marija Milković, O.P. † (21 de juny de 1745 - 20 de març de 1752 nomenat arquebisbe de Dubrovnik)
- Pietro Budmani † (17 de juliol de 1752 - 2 d'abril de 1772 mort)
- Francesco Maria Sorgo Bobali, O.F.M. † (7 de setembre de 1772 - 29 de juny de 1800 mort)
- Antonio Raffaele Dolci, O.P. † (20 d'octubre de 1800 - 1807 mort)
  - Sede vacante (1807-1828)

## Cronologia de bisbes titulars
- Felixberto Camacho Flores † (5 de febrer de 1970 - 24 d'abril de 1971 nomenat bisbe d'Agaña)
- John George Vlazny (18 d'octubre de 1983 - 19 de maig de 1987 nomenat bisbe de Winona)
- Curtis John Guillory, S.V.D. (29 de desembre de 1987 - 2 de juny de 2000 nomenat bisbe de Beaumont)
- Jorge Iván Castaño Rubio, C.M.F., des del 16 de febrer de 2001